# Hexatoma (Eriocera) kamiyai
Hexatoma (Eriocera) kamiyai is een tweevleugelige uit de familie steltmuggen (Limoniidae). De soort komt voor in het Palearctisch gebied.